# Zartmann (Sänger)

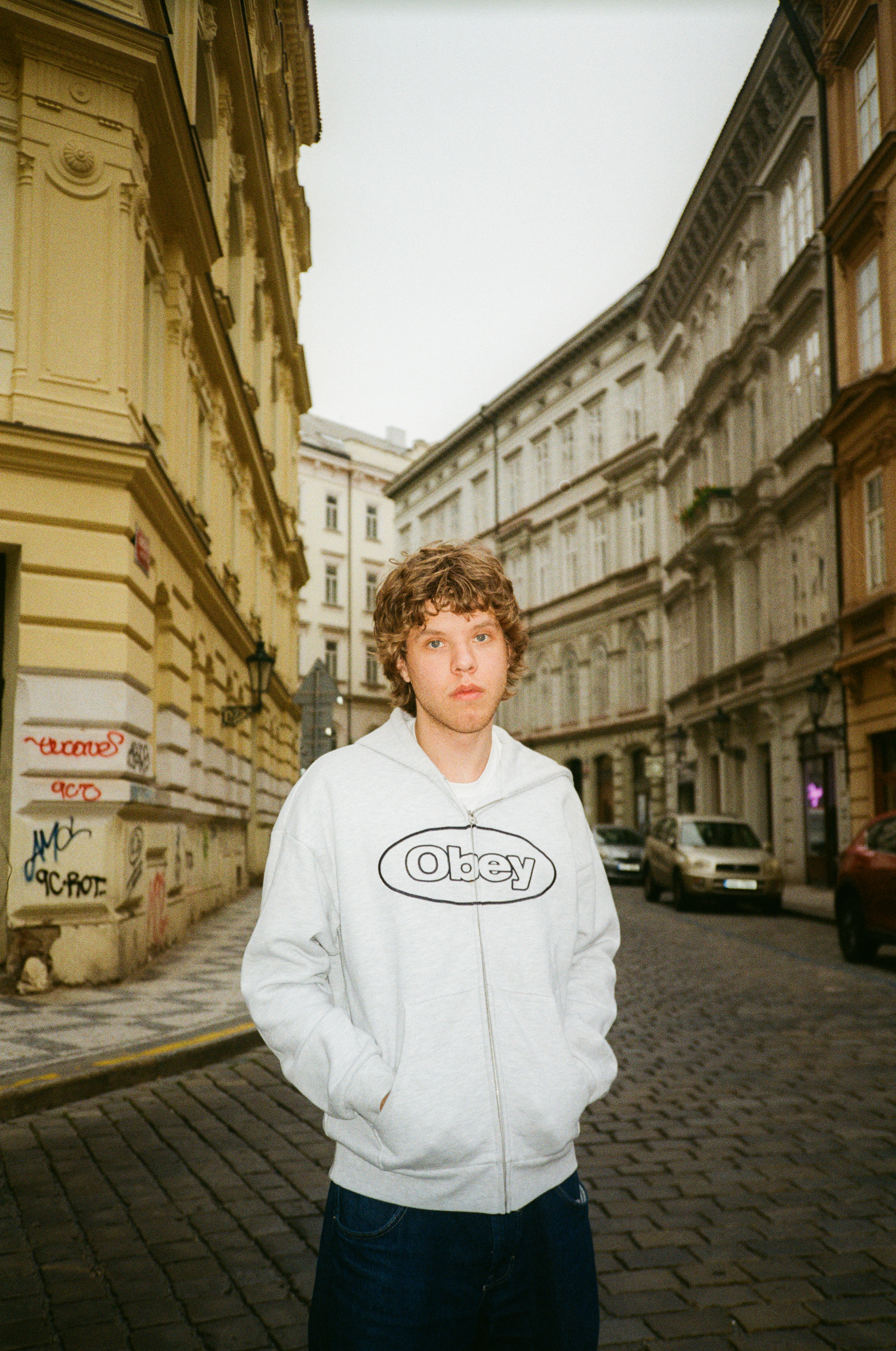
Zartmann (2025)

Zartmann (* 19. Oktober in Berlin) ist ein deutscher Popsänger und Rapper.

## Leben und Karriere
Zartmann besuchte in Berlin-Hohenschönhausen die Schule. Seine ersten Songs schrieb er auf der Gitarre und nahm sie mit einem Produzenten auf, der auch sein Manager wurde. Musikalisch pendelt er zwischen Rap, Indie und Pop. Der erste Hype entstand mit dem Song 2 Blocks. Es folgte die EP 11 bis 2, die am 10. Februar 2022 erschien. Kurz darauf kam es zum Bruch mit seinem Manager, im April 2023 kehrt er mit dem Song Ein Anruf entfernt zurück.
2024 trat er im Vorprogramm von 01099 auf und veröffentlichte den Song Zu stolz. Mit Wie du manchmal fehlst, eine Zusammenarbeit mit Ski Aggu, erreichte er Platz sechs der deutschen Charts und gewann 2024 die 1Live Krone für den besten Alternative-Song.
Der Song Tau mich auf erreichte im Februar 2025 Platz 1 der deutschen Singlecharts. Anfang April rückte der Song erneut an die Chartspitze.
Am 4. April 2025 veröffentlichte Zartmann seine dritte EP Schönhauser bei Bamboo/Epic/Sony, benannt nach der Schönhauser Allee im Berliner Ortsteil Prenzlauer Berg, in der er lebt. Die EP erreichte am 11. April 2025 Platz 1 der deutschen Albumcharts. Im Rahmen eines exklusiven Konzertes hat Zartmann die schönhauser EP zusammen mit dem WDR Funkhausorchester im großen Saal des WDR Funkhauses aufgeführt.
Am 29. Juni 2025 trat Zartmann als Überraschungsgast von Ed Sheeran in der MHPArena in Stuttgart auf.
Zartmann hält seinen Namen und sein Alter geheim. Er will damit vermeiden, dass sein Privatleben ausgeschlachtet wird.

## Musikstil
Musikalisch mischt Zartmann Popgesang mit Rap. Seine Songs sind meistens gefühlvoll und melancholisch gehalten.

## Diskografie
EPs

| Jahr | Titel Musiklabel                                        | Höchstplatzierung, Gesamtwochen, AuszeichnungChartplatzierungen (Jahr, Titel, Musiklabel, Platzierungen, Wochen, Auszeichnungen, Anmerkungen) | Höchstplatzierung, Gesamtwochen, AuszeichnungChartplatzierungen (Jahr, Titel, Musiklabel, Platzierungen, Wochen, Auszeichnungen, Anmerkungen) | Höchstplatzierung, Gesamtwochen, AuszeichnungChartplatzierungen (Jahr, Titel, Musiklabel, Platzierungen, Wochen, Auszeichnungen, Anmerkungen) | Anmerkungen                            |
| Jahr | Titel Musiklabel                                        | DE | AT | CH | Anmerkungen                            |
| ---- | ------------------------------------------------------- | --- | --- | --- | -------------------------------------- |
| 2022 | 11 bis 2 Walk This Way Records (UMG)                    | — | — | — | Erstveröffentlichung: 10. Februar 2022 |
| 2024 | Dafür bin ich frei Bamboo Artists • Epic Records (Sony) | DE6 (… Wo.)DE | AT29 (32 Wo.)AT | CH39 (29 Wo.)CH | Erstveröffentlichung: 21. Juni 2024    |
| 2025 | Schönhauser Bamboo Artists • Epic Records (Sony)        | DE1 (… Wo.)DE | AT1 (7 Wo.)AT | CH6 (5 Wo.)CH | Erstveröffentlichung: 4. April 2025    |

## Auszeichnungen
- 2024: 1 Live Krone in der Kategorie „Bester Alternative Song“ (Wie du manchmal fehlst)[11]